# Rayleigh raspodjela brzine vjetra
Rayleigh raspodjela brzine vjetra je statistička metoda s kojom se služimo za matematičko opisivanje mjerenih podataka brzine vjetra. To je ustvari poseban slučaj Weibullove raspodjele.

## Weibullova raspodjela
Weibullova raspodjela je dvoparametarska i varijacije u brzini vjetra karakterizirane su dvjema funkcijama: funkcijom gustoće razdiobe vjerojatnosti i kumulativnom funkcijom raspodjele.

### Funkcija gustoće razdiobe vjerojatnosti
Ona označava vjerojatnost da je brzina vjetra upravo jednaka vrijednosti brzine v i prikazana je sljedećom jednadžbom:
{\displaystyle f(v)={\frac {k}{c}}\left({\frac {v}{c}}\right)^{k-1}e^{-\left({\frac {v}{c}}\right)^{k}}}
- {\displaystyle c} - faktor skale, [m/s]
- {\displaystyle k} - faktor oblika (bezdimenzijski faktor)
- {\displaystyle v} - brzina vjetra, [m/s]

### Kumulativna funkcija raspodjele
Ona daje vjerojatnost da je brzina vjetra manja ili jednaka brzini v i prikazana je jednadžbom:
{\displaystyle F(v)=\int _{0}^{v}f(v)\,dv}
Uvrštavanjem {\displaystyle f(v)} u gornju formulu dobijemo
{\displaystyle F(v)=1-e^{-\left({\frac {v}{c}}\right)^{k}}}

### Faktor oblika k i njegov utjecaj
Male vrijednosti faktora oblika k označavaju brzine vjetrova koje jako variraju i zato nam funkcija gustoće razdiobe vjerojatnosti za taj slučaj daje manju vjerojatnost pojavljivanja određene brzine vjetra v, dok su konstantne vrijednosti brzine vjetra karakterizirane većim vrijednostima faktora. To znači da će vjerojatnost pojavljivanja brzine vjetra biti negdje oko ukupne srednje brzine vjetra, odnosno s manjim vrijednostima faktora oblika k krivulja nam postaje položitija, a s većim vrijednostima strmija.
Rayleighova raspodjela je ustvari specijalni slučaj Weibullove raspodjele u kojem faktor oblika k poprima vrijednost 2, te je ona jednoparametarska. Tada nam funkcija gustoće razdiobe i kumulativna funkcija glase:
{\displaystyle f(v)={\frac {2v}{c^{2}}}e^{-\left({\frac {v}{c}}\right)^{2}}}
{\displaystyle F(v)=1-e^{-\left({\frac {v}{c}}\right)^{2}}}

## Razlog primjene
Poznato je da brzina vjetra konstantno varira. Da bi bili u mogućnosti predvidjeti proizvodnju električne energije iz vjetroturbine, moramo znati učestalost i intenzitet vjetra. To se može postići na način da brzinu vjetra mjerimo anemometrom i računamo srednju vrijednost brzine vjetra u vremenskim intervalima od deset minuta. Ti podaci mogu biti sortirani u raspone brzine vjetra od 1 m/s. Ako bi takvo mjerenje provodili duži period (recimo na godišnjoj razini) dobili bi histogram brzine vjetra i vidjeli bi da je Rayleighova raspodjela brzine vjetra često dobra aproksimacija tih izmjerenih vrijednosti. 
Faktor skale c određuje se iz izraza:
{\displaystyle c={\frac {\bar {v}}{\Gamma \left(1+{\frac {1}{k}}\right)}}}
- {\displaystyle {\bar {v}}={\frac {1}{N}}\sum _{i=1}^{\mathbb {N} }v_{i}} - srednja brzina vjetra, [m/s]
- {\displaystyle \Gamma \left(1+{\frac {1}{k}}\right)} - gama funkcija

Za Rayleighovu raspodjelu faktor skale c iznosi:
{\displaystyle c={\frac {2}{\sqrt {\Pi }}}{\bar {v}}}

## Dodatne mogućnosti
Pomoću funkcije gustoće raspodjele vjerojatnosti moguće je odrediti vjerojatnost da su brzine vjetra iznad neke brzine v1. To je vrlo korisno jer na taj način možemo znati isplati li nam se investicija u vjetroelektranu. U Hrvatskoj, investicija u vjetroelektranu se isplati ako je prosječna godišnja brzina vjetra veća od 5,8 [m/s].
{\displaystyle p(v\geq v_{1})=\int _{v_{1}}^{\infty }f(v)\,dv=e^{-\left({\frac {v}{c}}\right)^{2}}}
- {\displaystyle p(v\geq v_{1})} - vjerojatnost da je brzina vjetra v veća od neke minimalne brzine v1, ispod koje nam se ne isplati izgradnja vjetroelektrane

Moguće je još odrediti vjerojatnost da se brzina vjetra nalazi između neke dvije brzine v1 i v2. To je pogodno za slučaj kada želimo isplativost investicije u vjetroelektranu, ali ne želimo da je izložena brzinama većim od brzine v2 koja bi mogla dovesti do oštećenja lopatica turbine:
{\displaystyle p(v_{1}<v<v_{2})=F(v_{2})-F(v_{1})=\int _{v_{1}}^{v_{2}}f(v)\,dv=e^{-\left({\frac {v_{1}}{c}}\right)^{2}}-e^{-\left({\frac {v_{2}}{c}}\right)^{2}}}